# Georg Dietloff von Arnim-Boitzenburg
Georg Dietloff von Arnim-Boitzenburg (ur. 18 września 1679 w Nechlinie (Uckerland), zm. 20 października 1753 w Berlinie) pruski polityk i prawnik. W latach 1749–1753 główny minister Królestwa Prus.
Od 1703 w służbie państwa pruskiego. W 1738 został przewodniczącym trybunału odwoławczego w Berlinie. Samuel von Cocceji (1679-1755) bezskutecznie próbował przekonać go do potrzeby zreformowania prawa. W roku 1741 Arnim zastąpił Coccejego jako szef departamentu sprawiedliwości na Śląsku. Dopiero wycofanie się von Arnima w 1748 ze spraw prawnych umożliwiło doprowadzenie reform do końca.
Od 1749, aż do śmierci von Arnim był głównym ministrem Królestwa Prus, choć część kompetencji, jakimi dysponował przed 1749 rokiem Heinrich von Podewils przejął Karl Wilhelm Finck von Finckenstein.